# Brasão de São José do Rio Preto
O brasão de São José do Rio Preto é um dos símbolos que representa o município brasileiro supracitado, que está localizado no estado de São Paulo.
O brasão da cidade foi originalmente criado em 1936 pelo artista Wast Rodrigues. Porém, em razão do desaparecimento do trabalho original, o prefeito Dr. Philadelpho Gouveia Netto encomendou, ao artista rio-pretense Antonio Portela, uma recomposição do trabalho no ano de 1952.
O brasão do município, que também aparece em sua bandeira, tem as seguintes representações:
- As torres no topo: são oito torres ao todo, das quais apenas cinco são visíveis na perspectiva no desenho, indicam que a cidade é sede de sua Comarca;
- O escudo prateado: representa a paz, a amizade, o trabalho, a prosperidade, a pureza e a religiosidade;
- A águia negra: simboliza o poder, a vitória, o império, a prosperidade, a benignidade e a generosidade. Em suas garras, ela traz ramos floridos de lírio, que simbolizam o santo padroeiro da cidade, São José;
- A faixa preta levemente ondulada representa o Rio Preto, que compõe o nome da cidade, e os casebres representam o município primitivo;
- Os ramos ao lado do desenho central: são hastes de cana-de-açúcar, galhos de café, ramos de algodão, milho e arroz, que lembram a importância econômica e histórica dessas plantas para o município.

## Erro de confecção
O brasão de São José do Rio Preto possui erro crasso, considerando-se as convenções da heráldica municipal (também denominada "civil") brasileira:
- A coroa mural (a peça acima do escudo) deveria ter todas as torres com "portas" em sable (negro) aparentes.